# Pediatria

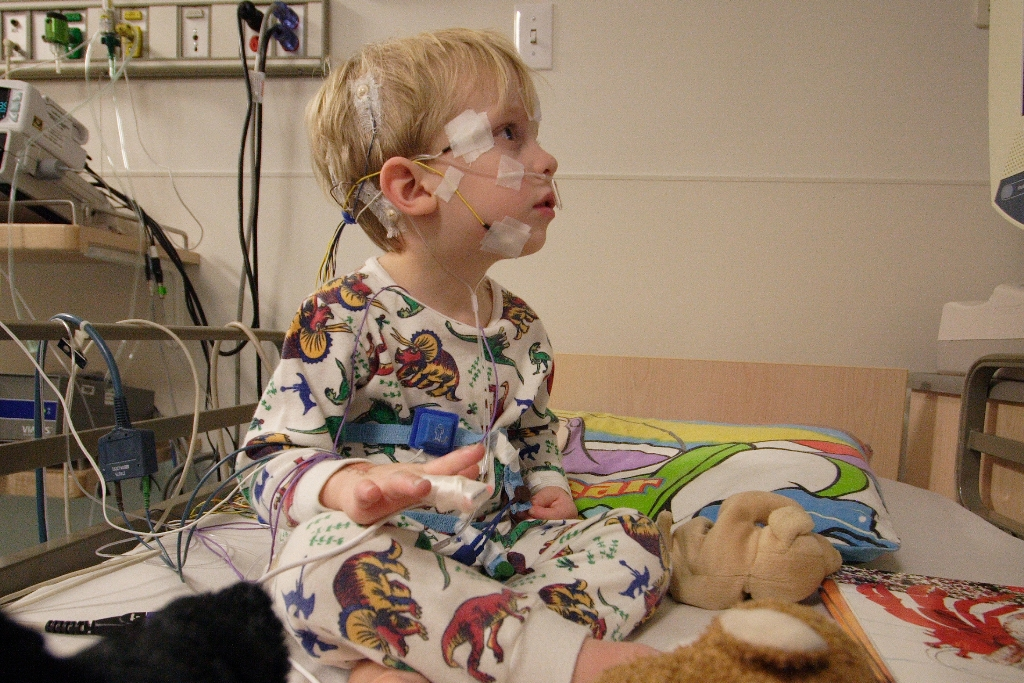
Pacient pediàtric a punt de ser sotmès a una polisomnografia

La pediatria és la branca de la medicina que s'encarrega de l'estudi i el tractament de les malalties dels infants i preadolescents. Cronològicament la pediatria abasta des del naixement fins a l'adolescència. Dintre d'ella es distingeixen diversos períodes: nounat (primer mes de vida), lactant (1-12 mesos de vida), pàrvuls (1-6 anys), escolar (6-12 anys) i adolescència (12-18 anys).Pediatria es refereix a l'estudi de les malalties de l'infant. No s'ha de confondre amb puericultura, que és el mateix que pediatria preventiva o higiene de l'infant. La pediatria social, estudia l'infant, sa o malalt, en la seva interrelació amb la seva comunitat o societat. L'odontopediatria és la branca de l'odontologia que estudia les afeccions de la boca en els infants. La tendència actual és fondre totes aquestes accepcions en un únic terme: la pediatria. El terme procedeix del grec paidos (infant) i iatrea (curació), però el seu contingut és molt major que la curació de les malalties dels infants, ja que la pediatria estudia tant l'infant normal com el malalt. A Espanya, per a ser pediatre cal llicenciar-se en medicina i després especialitzar-se en pediatria.

## Història
Antigament l'atenció a l'infant se situava fora de l'àmbit de la medicina. Els escassos textos escrits se centraven més en la puericultura que en el diagnòstic i tractament de les malalties dels infants, i les responsables fonamentals de la salut infantil eren les mares i les llevadores.
Ar-Razí, un dels metges més importants de l'edat d'or de l'islam és de vegades anomenat el "Pare de la pediatria" per escriure la monografia les malalties dels infants tractant la pediatria com un camp independent de la medicina. A partir del Renaixement comencen a considerar-se les malalties dels infants com una activitat mèdica i s'escriuen llibres d'orientació més pediàtrica. Durant l'edat moderna comencen a aparèixer centres dedicats a cura dels infants. A partir del segle xix la pediatria desenvolupa la seva base científica especialment a França i Alemanya, i es creen els primers hospitals infantils moderns a Europa i Amèrica del Nord. La pediatria es converteix en una especialitat mèdica amb entitat pròpia. Durant el segle XX es produeix un espectacular desenvolupament en tots els camps de la pediatria que desemboca en la segona meitat del segle en l'aparició de subespecialitats pediàtriques.